# Juan León Cañete
Juan León Cañete (27 de julho de 1929) é um ex-futebolista paraguaio que atuava como atacante.

## Carreira
Cañete fez parte do elenco da Seleção Paraguaia de Futebol, na Copa do Mundo de 1950 no Brasil.
No Brasil atuou entre 1956-1957 pelo Botafogo, foi campeão do Campeonato Carioca de 1957 e também ficou conhecido por tirar na última rodada o tetracampeonato carioca do Flamengo, em jogo contra o próprio, que havia sido campeão em 1953, 1954 e 1955 com um golaço de trivela que deu o título ao Vasco.